# Футболіст року в Аргентині
Гравець року в Аргентині (ісп. Futbolista Argentino del Año) — щорічна футбольна нагорода, заснована Argentine Sports Journalists' Circle. Спочатку приз давався найкращому аргентинському гравцеві або іноземному футболісту, що грає в аргентинській Лізі. 
Першим нагороду отримав аргентинець Ектор Ясальде з Індепендьєнте. Першим аргентинцем, що грав за кордоном та отримав приз став Маріо Кемпес з іспанської «Валенсії», а першим іноземцем став Енцо Франческолі, уругваєць, який грав в Рівер Плейт.
З 2008 року номінації розділились і почали окремо нагороджувати найкращого футболіста чемпіонату Аргентини і найкращого аргентинця за кордоном. 

## Переможці
| Рік      | Гравець                 | Країна    | Клуб                              |
| -------- | ----------------------- | --------- | --------------------------------- |
| 1970     | Ектор Ясальде           | Аргентина | Індепендьєнте                     |
| 1971     | Хосе Омар Пасторіса     | Аргентина | Індепендьєнте                     |
| 1972     | Анхель Баргас           | Аргентина | Чакаріта Хуніорс                  |
| 1973     | Мігель Анхель Бріндісі  | Аргентина | Уракан                            |
| 1974     | Мігель Анхель Раймондо  | Аргентина | Індепендьєнте                     |
| 1975     | Ектор Орасіо Скотта     | Аргентина | Сан-Лоренсо де Альмагро           |
| 1976     | Даніель Пассарелла      | Аргентина | Рівер Плейт                       |
| 1977     | Убальдо Фільйоль        | Аргентина | Рівер Плейт                       |
| 1978     | Маріо Кемпес            | Аргентина | Валенсія                          |
| 1979     | Дієго Марадона          | Аргентина | Аргентинос Хуніорс                |
| 1980     | Дієго Марадона          | Аргентина | Аргентинос Хуніорс                |
| 1981     | Дієго Марадона          | Аргентина | Аргентинос Хуніорс                |
| 1982     | Уго Орландо Гатті       | Аргентина | Бока Хуніорс                      |
| 1983     | Рікардо Бочині          | Аргентина | Індепендьєнте                     |
| 1984     | Альберто Марсіко        | Аргентина | Ферро Карріль Оесте               |
| 1985     | Енцо Франческолі        | Уругвай   | Рівер Плейт                       |
| 1986     | Дієго Марадона          | Аргентина | Наполі                            |
| 1987     | Нестор Фаббрі           | Аргентина | Расінг (Авельянеда)               |
| 1988     | Рубен Пас               | Уругвай   | Расінг (Авельянеда)               |
| 1989     | Карлос Альфаро Морено   | Аргентина | Індепендьєнте                     |
| 1990     | Серхіо Гойкочеа         | Аргентина | Мільонаріос / Расінг (Авельянеда) |
| 1991     | Оскар Руджері           | Аргентина | Велес Сарсфілд                    |
| 1992     | Луїс Іслас              | Аргентина | Індепендьєнте                     |
| 1993     | Рамон Медіна Бельйо     | Аргентина | Рівер Плейт                       |
| 1994     | Карлос Наварро Монтоя   | Колумбія  | Бока Хуніорс                      |
| 1995     | Енцо Франческолі        | Уругвай   | Рівер Плейт                       |
| 1996     | Хосе Луїс Чилаверт      | Парагвай  | Велес Сарсфілд                    |
| 1997     | Марсело Салас           | Чилі      | Рівер Плейт                       |
| 1998     | Габрієль Батістута      | Аргентина | Фіорентина                        |
| 1999     | Хав'єр Савіола          | Аргентина | Рівер Плейт                       |
| 2000     | Хуан Роман Рікельме     | Аргентина | Бока Хуніорс                      |
| 2001     | Хуан Роман Рікельме     | Аргентина | Бока Хуніорс                      |
| 2002     | Габріель Міліто         | Аргентина | Індепендьєнте                     |
| 2003     | Карлос Тевес            | Аргентина | Бока Хуніорс                      |
| 2004     | Карлос Тевес            | Аргентина | Бока Хуніорс                      |
| 2005     | Ліонель Мессі           | Аргентина | Барселона                         |
| 2006     | Хуан Себастьян Верон    | Аргентина | Естудьянтес                       |
| 2007     | Ліонель Мессі           | Аргентина | Барселона                         |
| 2008 ЧА  | Хуан Роман Рікельме     | Аргентина | Бока Хуніорс                      |
| 2008 Зак | Ліонель Мессі           | Аргентина | Барселона                         |
| 2009 ЧА  | Хуан Себастьян Верон    | Аргентина | Естудьянтес                       |
| 2009 Зар | Ліонель Мессі           | Аргентина | Барселона                         |
| 2010 ЧА  | Хуан Мануель Мартінес   | Аргентина | Велес Сарсфілд                    |
| 2010 Зар | Ліонель Мессі           | Аргентина | Барселона                         |
| 2011 ЧА  | Хуан Роман Рікельме     | Аргентина | Бока Хуніорс                      |
| 2011 Зар | Ліонель Мессі           | Аргентина | Барселона                         |
| 2012 ЧА  | Лісандро Есек'єль Лопес | Аргентина | Арсенал (Саранді)                 |
| 2012 Зар | Ліонель Мессі           | Аргентина | Барселона                         |
| 2013 ЧА  | Максі Родрігес          | Аргентина | Ньюеллс Олд Бойз                  |
| 2013 Зар | Ліонель Мессі           | Аргентина | Барселона                         |
| 2014 ЧА  | Лукас Пратто            | Аргентина | Велес Сарсфілд                    |
| 2014 Зар | Анхель Ді Марія         | Аргентина | Манчестер Юнайтед                 |
| 2015 ЧА  | Марко Рубен             | Аргентина | Росаріо Сентраль                  |
| 2015 Зар | Ліонель Мессі           | Аргентина | Барселона                         |

## За гравцем
| Гравець              | Перемог |
| -------------------- | ------- |
| Ліонель Мессі        | 9       |
| Дієго Марадона       | 4       |
| Хуан Роман Рікельме  | 4       |
| Хуан Себастьян Верон | 2       |
| Карлос Тевес         | 2       |
| Енцо Франческолі     | 2       |